# José Segura Clavell
Pour les articles homonymes, voir Segura (homonymie) et Clavell.
José Segura Clavell, né à Barcelone le 4 juillet 1944, est un homme politique espagnol membre du Parti socialiste ouvrier espagnol (PSOE).

## Éléments biographiques
Il est docteur en sciences chimiques et professeur de physique appliquée à l'Université de La Laguna, et a été titulaire d'une chaire de thermodynamique à l'École officielle de nautique de Santa Cruz de Tenerife.

## Engagement politique
Affilié au Parti socialiste ouvrier espagnol depuis les années 1970, il fut tout d'abord membre du Conseil insulaire (Cabildo) de Tenerife, entre 1979 et 1983, puis de nouveau de 1987 à 1991. Il en prend la présidence de 1983 à 1987, qu'il cumule avec celle de l'Association des communes (Mancommunidad de Municipios) de la province de Santa Cruz de Tenerife. En 1989, il est élu représentant de cette province au Sénat puis devient, deux ans plus tard et jusqu'en 1993, maire de San Cristóbal de La Laguna.
Réélu sénateur en 1993, il abandonne la chambre haute à l'occasion des législatives anticipées du 3 mars 1996, étant élu député de Santa Cruz de Tenerife. Il sera reconduit en 2000 et 2004, mais démissionne peu après, à la suite de sa nomination au poste de délégué du gouvernement dans les Îles Canaries.
Le 9 mars 2008, José Segura Clavell est de nouveau élu représentant de la province de Santa Cruz de Tenerife au Congrès des députés. Peu de temps auparavant, il avait abandonné son poste de Délégué du gouvernement.
Il est élu président de la commission mixte non-permanente pour l'Étude du changement climatique le 22 septembre 2009.

## Remerciements
En août 2019, il était prédicateur des Fêtes de la patronne des îles Canaries, la  Vierge de Candelaria.